# Shabara
 (août 2014).
Shabara est un érudit de l'hindouisme qui a vécu aux alentours du premier siècle de notre ère. Il est connu pour avoir écrit un commentaire sur le Mimamsa Sutra dénommé Shabara-bhashya, commentaire qui a donné naissance à la Mîmâmsâ.